# Bolano (Fisciano)
Bolano is een plaats (frazione) in de Italiaanse gemeente Fisciano.